# William Dale Archerd
William Dale Archerd (* 5. Mai 1912; † 29. Oktober 1977) war ein US-amerikanischer Serienmörder, der zwischen 1956 und 1966 in Kalifornien mindestens drei Menschen mit Insulininjektionen getötet hat. Er war der Erste, der in den USA wegen des Einsatzes von Insulin als Mordwaffe verurteilt wurde, und gilt in drei weiteren Fällen als verdächtig.

## Vorleben
Archerd interessierte sich stets für Medizin, brachte aber für ein entsprechendes Studium weder das Geld noch die Disziplin auf. 1940 und 1941 arbeitete er als Gehilfe im staatlichen Krankenhaus von Camarillo auf Stationen, auf denen Geisteskranke mit Insulin-Schocktherapien behandelt wurden.
1950 wurde er, nachdem er sich schuldig bekannt hatte, wegen des Besitzes von Morphium in San Francisco zu einer Freiheitsstrafe von fünf Jahren auf Bewährung verurteilt. Im Zuge einer weiteren Verurteilung wurde diese Bewährung widerrufen. Nach einer Flucht aus dem Mindestsicherheitsgefängnis von Chino wurde er im Staatsgefängnis San Quentin inhaftiert und im Oktober 1953 wiederum auf Bewährung entlassen.

## Festnahme und Verurteilung
Archerd wurde am 27. Juli 1967 in Los Angeles wegen dreifachen Mordes festgenommen. Angeklagt war er der Tötung seiner vierten Ehefrau Zella († 25. Juli 1956; zwei Monate nach der Hochzeit), seines Neffen Burney Archerd († 2. September 1961 in Long Beach) und seiner siebten und letzten Ehefrau, der Schriftstellerin Mary Brinker Arden († 3. November 1966). Nicht in die Anklage einbezogen wurden die Tötung seines Freundes William Jones († 12. Oktober 1947 in Fontana), seiner fünften Ehefrau Juanita († 13. März 1958 in Las Vegas) und eines weiteren Freundes, Frank Stewart († 17. März 1960 im selben Krankenhaus wie Juanita). Alle waren an Unterzuckerung gestorben. 
Archerd wurde am 6. März 1968 wegen Mordes in drei Fällen zum Tode verurteilt. Im Dezember 1970 wurde das Todesurteil vom Obersten Gerichtshof des Staates Kalifornien bestätigt. 1972 wurde die Strafe jedoch nach einem Urteil des United States Supreme Court in eine lebenslange Freiheitsstrafe umgewandelt.
Er verstarb 1977 im Alter von 65 Jahren an einer Lungenentzündung.